# Borgviks kyrka

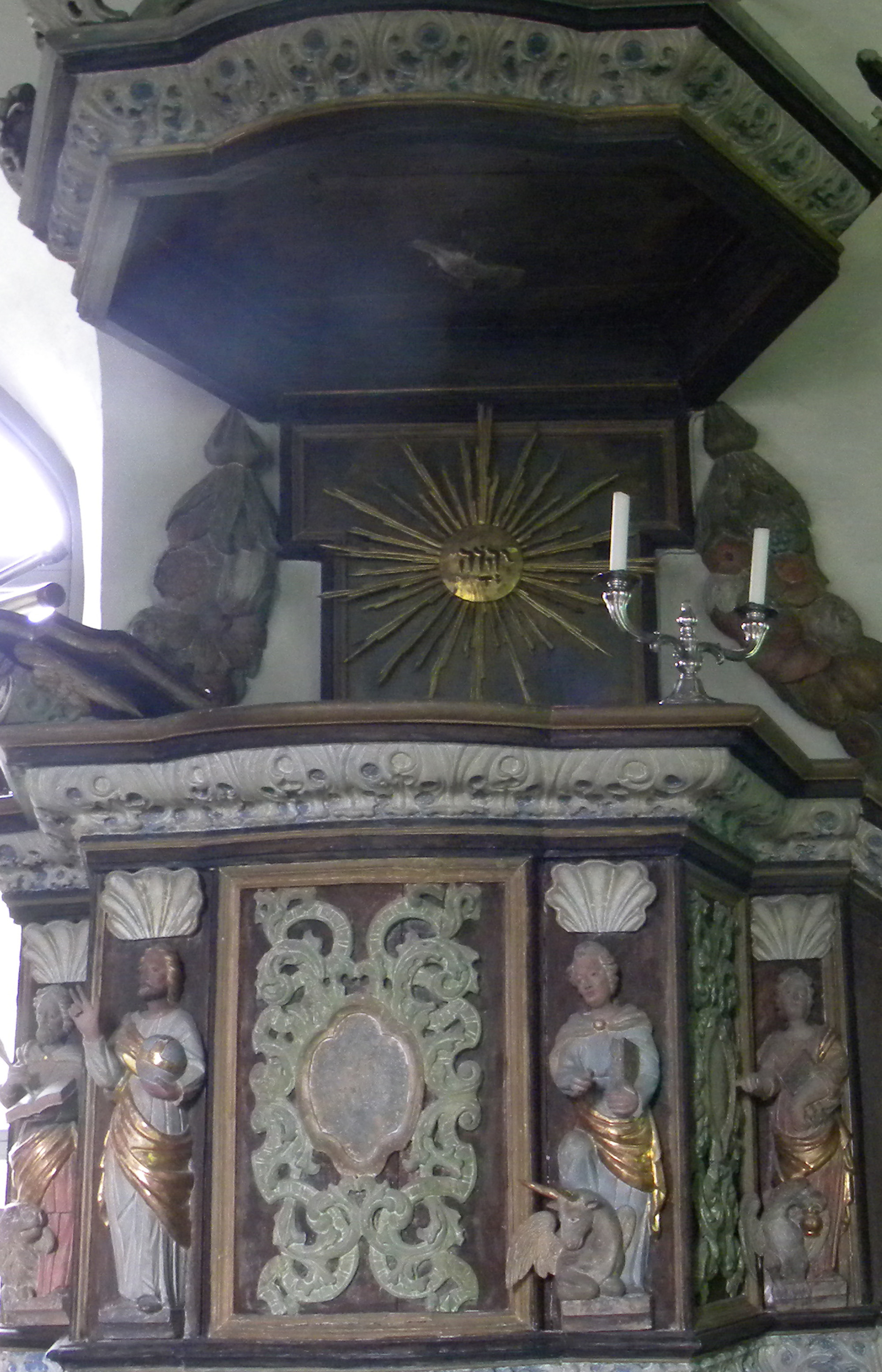
Predikstol från 1700-talet

Borgviks kyrka är en kyrkobyggnad i Borgvik i Karlstads stift. Den är församlingskyrka i Ed-Borgviks församling.

## Kyrkobyggnaden
Den nuvarande kyrkobyggnaden uppfördes 1716-1718 och invigdes 30 november 1718 av superintendenten Ingemar Bröms. Tornet tillkom 1735-1741. Det var ägaren till Borgviks bruk, Erik Nilsson Borgström, som initierade bygget av en kyrka. Kyrkan, vilken är i typisk barockstil, är en långhuskyrka med ett tresidigt avslutat korparti och västtorn. Byggmaterialet är främst gråsten och det ursprungliga spåntaket ersattes senare av ett tegeltak.
Kyrkans innertak pryds av målningar av Michael Carowsky. Dessa målades över under 1880-talet, men togs fram på nytt 1950.

## Inventarier
Kyrkan har en altaruppsats, predikstol, och dopfunt, alla original från byggnadstiden.

### Orgel
- 1882 byggde E A Setterquist & Son, Örebro en orgel med 8 stämmor.
- Den nuvarande orgeln byggdes 1951 av Marcussen & Søn, Aabenraa, Danmark och är en mekanisk orgel.

| Manual I      | Manual II    | Pedal         | Koppel |
| Principal 8´  | Gedackt 8´   | Subbas 16´    | I/P    |
| Rörflöjt 8´   | Rörflöjt 4'  | Quintadena 8´ | II/P   |
| Oktava 4´     | Principal 2' |               | II/I   |
| Flachflöjt 2' | Nasat 1 1/3' |               |        |
| Mixtur 4 chor | Regal 8'     |               |        |
|               | Tremulant    |               |        |